# Robert B. Mantell
Robert B. Mantell (7 de febrero de 1854 – 27 de junio de 1928) fue un actor teatral y cinematográfico escocés. 

## Biografía
Su verdadero nombre era Robert Bruce Mantell, y nació en Irvine, Escocia. Su madre, Elizabeth Bruce Mantell, no quería que su hijo fuera actor, por lo cual él utilizó en sus comienzos el nombre artístico de 'Robert Hudson'. Mantell llegó a los Estados Unidos en 1874, actuando durante dos semanas, aunque sin conseguir ningún éxito teatral. Volvió al país en 1878 actuando junto a Helena Modjeska, aunque no se asentó allí. Sin embargo, en 1883 consiguió fama en el circuito de Broadway, en Nueva York, trabajando con Fanny Davenport en Fedora. Durante el resto de su carrera teatral se centró en las obras de Shakespeare y en la representación de dramas de gran clase. 
Mantell empezó a actuar en el cine a los 61 años de edad, en 1915, trabajando para Twentieth Century-Fox con J. Gordon Edwards, que dirigió todas sus cintas, exceptuando la última, Under the Red Robe (1923), que fue rodada bajo las órdenes de Alan Crosland y distribuida por Goldwyn Pictures. Todas las cintas rodadas por Mantell para Fox se consideran perdidas. Aun así, porciones de Under the Red Robe se conservan en la George Eastman House en Rochester Nueva York.
Robert B. Mantell falleció en Atlantic Highlands, Nueva Jersey, en 1928. Fue enterrado en el cementerio Bay View, en Leonardo (Nueva Jersey). Se había casado en varias ocasiones, y con frecuencia actuó junto a las que entonces eran sus esposas en diferentes producciones de obras de Shakespeare. Su última mujer fue la actriz Genevieve Hamper (1888–1971), que era 35 años menor que él, y con la que tuvo un hijo, Bruce Mantell Jr. (1912–1933).

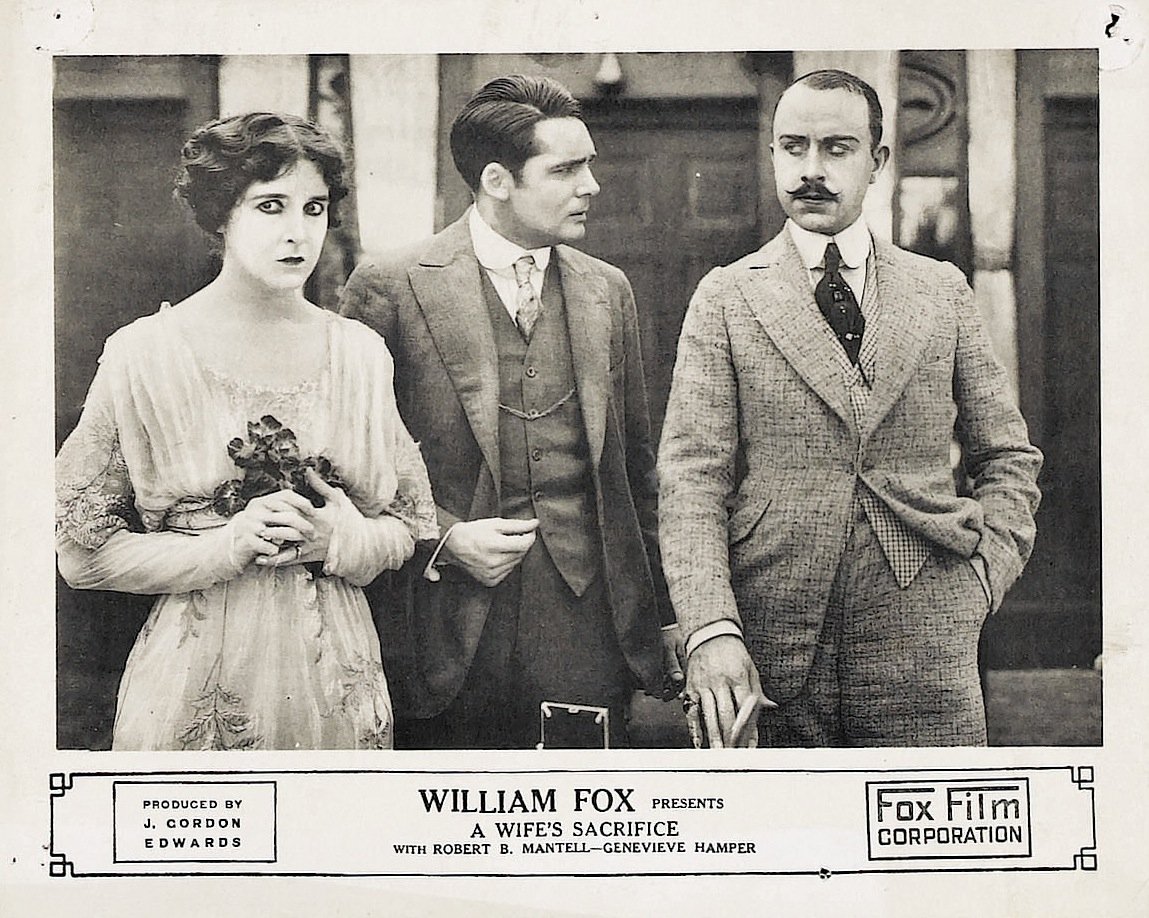
A Wife's Sacrifice, film de 1916 interpretado por Genevieve Hamper y Robert B. Mantell

## Filmografía
- Escenas seleccionadas de 'Monbars' (1896)
- Blindness of Devotion (1915)
- The Unfaithful Wife (1915)
- The Green-Eyed Monster (1916)
- A Wife's Sacrifice (1916)
- The Spider and the Fly (1916)
- Tangled Lives (1917)
- Under the Red Robe (1923)